# جهش‌یافته‌های جدید (فیلم)
جهش‌یافته‌های جدید (به انگلیسی: The New Mutants) فیلمی در سبک ابرقهرمانی و ترسناک به کارگردانی جاش بون است که بر اساس یک گروه ابرقهرمان نوجوان به همین نام از شرکت مارول کامیکس ساخته شده‌است. فیلم‌نامه این فیلم توسط بون و کنات لی به رشته تحریر درآمده است. این فیلم به عنوان سیزدهمین قسمت در مجموعه فیلم‌های مردان ایکس به‌شمار می‌رود. از بازیگران آن می‌توان به آنیا تیلور-جوی، میسی ویلیامز، چارلی هیتون، بلو هانت، هنری زاگا و آلیس براگا اشاره کرد.
جهش‌یافته‌های جدید پس از چندین بار تأخیر از زمان اکران اصلی فیلم در آوریل ۲۰۱۸، در نهایت در تاریخ ۲۶ اوت ۲۰۲۰، از سوی فاکس قرن بیستم منتشر شد. فیلم با واکنش‌های متوسطی از سوی منتقدان همراه بود.

## چکیده داستان
وقتی جهش یافته‌ها قدرت‌های خود را کشف می‌کنند، برای خودشان و همچنین برای جامعه و افراد اطرافشان به یک تهدید تبدیل می‌شوند. ایلیانا راسپوتین، راهن سینکلر، سام گوتری و روبرتو دا کوستا، چهار جهش یافته جوان که بر خلاف خواستشان در یک بیمارستان روانی مرموز نگهداشته شده‌اند، تحت نظر دکتر سیسیلیا رایس از آنها مراقبت می‌شود. دکتر رایس آنها را بدقت زیر نظر دارد و به آنها می‌آموزد که بر قدرت‌های خود تسلط داشته باشند تا اشتباهات وخیمی را که در گذشته مرتکب شده‌اند، فراموش کنند.
هنگامی که یک زن جوان تازه‌وارد به نام دانیل مون استار که در پی تخریب اردوگاهش بسیار آشفته شده، به جمع آنها می‌پیوندد، اتفاقات عجیبی در بیمارستان رخ می‌دهد. جهش یافته‌های جوان دچار توهم و یادآوری گذشته هستند، در حالی که توانایی‌های جدید آنها - و همچنین دوستی شان - با خشونت در مبارزه ای دیوانه وار برای بقا به آزمایش گذاشته می‌شود.

## بازیگران
- آنیا تیلور-جوی در نقش ایلیانا راسپوتین / مجیک: جهش‌یافته‌ای روس با توانایی دورنوردی و قدرت‌های جادویی، او خواهر کوچکتر شخصیت ابرقهرمان کلوسوس است.
- میسی ویلیامز در نقش رِین سینکلر / ولفزبین: جهش‌یافته‌ای اسکاتلندی با توانایی دگرپیکری به گرگ
- چارلی هیتون در نقش سم گاتری / کنون‌بال: جهش‌یافته‌ای اهل کنتاکی
- هنری زاگا در نقش روبرتو داکوستا / لکه خورشیدی: جهش‌یافته‌ای برزیلی با قدرت جذب انرژی خورشیدی
- بلو هانت در نقش دانیل مونستار / میراژ: یک جهش‌یافته سرخپوست بومی آمریکا با توانایی ایجاد وهم
- آلیس براگا در نقش سیسیلیا ریس: مربی گروه که یک پزشک است.
- آدام بیچ در نقش ویلیام لونستار: پدر دانیل از نژاد شاین
- هپی اندرسن در نقش کِرگ
- مریلین منسون صداپیشه مرد خندان